# Wilhelm Heye
Wilhelm Heye, nemški general, * 31. januar 1869, Fulda, Nemčija, † 11. marec 1947, Braunlage, Harz.

## Napredovanja
- poročnik (22. marec 1888)
- nadporočnik (22. marec 1895)
- stotnik (22. marec 1901)
- major (11. september 1907)
- podpolkovnik (18. december 1913)
- polkovnik (18. avgust 1916)
- generalmajor (16. junij 1920)
- generalporočnik (1. april 1922)
- general pehote (1. november 1926)
- generalpolkovnik (1. januar 1930)

## Odlikovanja
- Pour le Mérite (20. avgust 1916)
- Eichenlaub zum Pour le mérite (3. april 1918)
- Königreich Preußen, Roter Adler-Orden, 4. Klasse mit Schwertern
- Königreich Preußen, Kronen-Orden, 3. Klasse
- Königreich Preußen, Haus-Orden von Hohenzollern, Ritterkreuz mit Schwertern
- Königreich Preußen, Dienstauszeichnungskreuz
- Fürstentum Hohenzollern, Ehrenkomturkreuz mit Schwertern
- Königreich Bayern, Offizierkreuz mit Schwertern
- Königreich Sachsen, Offizierkreuz mit Schwertern
- Königreich Württemberg, Militär-Verdienstorden, Kommentur
- Königreich Württemberg, Friedrich-Orden, Kommentur 2. Klasse mit Schwertern
- Freie Stadt Hamburg, Hanseatenkreuz
- Herzogtum Braunschweig, Kriegsverdienstkreuz 2. Klasse
- Großherzogtum Oldenburg, Ehrenkomturkreuz mit Schwertern und mit Lorbeer
- Großherzogtum Oldenburg, Friedrich August-Kreuz, 1. und 2. Klasse
- Herzogtum Sachsen-Meiningen, Ehrenkreuz für Verdienste im Kriege
- Fürstenum Lippe, Kriegsverdienstkreuz
- Freie Stadt Lübeck, Hanseatenkreuz
- Kaiserreich Österreich und Königreich Ungarn, Leopold-Orden, Kommandeurkreuz mit Kriegsdekoration
- Kaiserreich Österreich und Königreich Ungarn, Orden der Eisernen Krone, 2. Klasse mit Kriegsdekoration
- Kaiserreich Österreich und Königreich Ungarn, Militärverdienstkreuz 2. Klasse mit Kriegsdekoration
- Osmanisches Reich, Osmanie-Orden, 2. Klasse mit Schwertern
- Osmanisches Reich, Silberne Liakat-Medaille mit Schwertern
- Osmanisches Reich, Eiserner Halbmond
- Königreich Bulgarien, Militär-Verdienstorden, Großoffizierkreuz
- 1914 železni križec I. razreda
- 1914 železni križec II. razreda
- Ehrenkreuz für Frontkämpfer
- Wehrmacht-Dienstauszeichnungen